# Fruitvale (BART)
Fruitvale es una estación en las líneas Dublin/Pleasanton–Daly City, Fremont–Daly City y Richmond–Fremont del BART, administrada por la Distrito de Transporte Rápido del Área de la Bahía. La estación se encuentra localizada en 3401 East Twelfth Street en Oakland, California. La estación Fruitvale fue inaugurada el 11 de septiembre de 1972.

## Descripción
La estación Fruitvale cuenta con dos plataformas laterales y dos vías. La estación también cuenta con 1.268 de espacios de aparcamiento.

## Conexiones
La estación es abastecida por las siguientes conexiones de autobuses: 
- Rutas del AC Transit: Rutas 1*, 1R*, 14, 20, 21, 39**, 47**, 51A, 54, 62, 339** (Local); O (Transbay); 801* (All Nighter)
* - la ruta sirve a la cercana estación en International Blvd.
** - la ruta opera solamente los días de semana